# Oratoire Notre-Dame-du-Mont-Saint-Joseph
Ne doit pas être confondu avec Oratoire Saint-Joseph du Mont-Royal.
L'oratoire Notre-Dame-du-Mont-Saint-Joseph est un lieu de pèlerinage catholique situé sur le mont Saint-Joseph à Carleton-sur-Mer en Gaspésie au Québec. La valeur patrimoniale de l'ensemble de l'endroit est reconnue officiellement en tant que « site patrimonial » au niveau municipal sous le nom de site du Mont-Saint-Joseph et comprend, en plus de l'oratoire, une résidence et un belvédère. L'oratoire est dédié à la Vierge Marie et à saint Joseph. Il fut construit en 1935 et agrandi en 1955. Il a été cité site patrimonial en 2003 par la municipalité de Carleton-sur-Mer.

## Histoire
La chapelle fut construite en 1935 à l'initiative du curé local, Joseph Plourde, et construite par la communauté locale,. Elle est devenue un lieu de pèlerinage et fut agrandie en 1955 à l'initiative de Mgr Charles-Eugène Roy.
Le site incluant l'oratoire, la résidence et le terrain a été cité site patrimonial par la municipalité de Carleton-sur-Mer le 2 juin 2003.

## Description

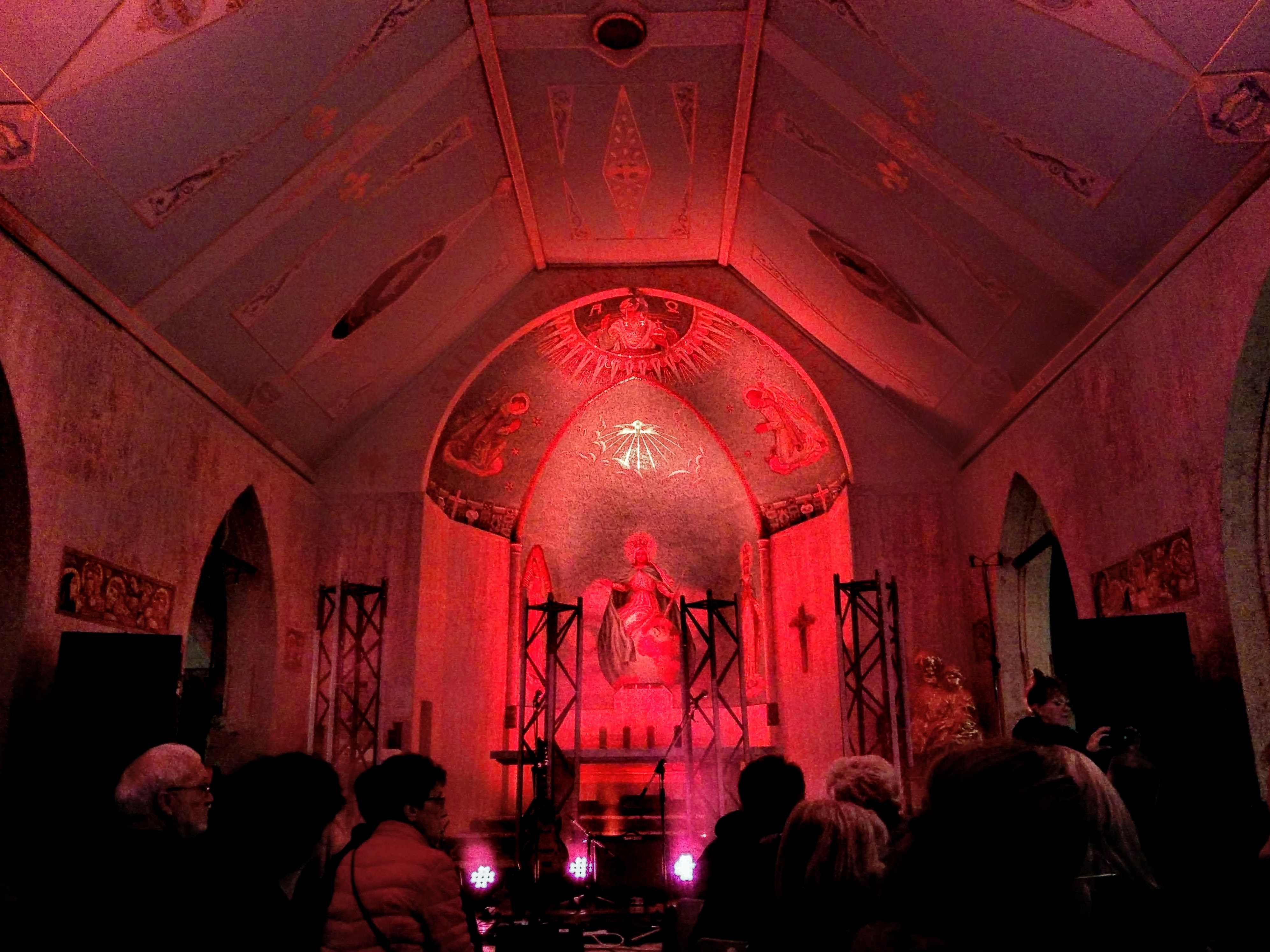
La chapelle est parfois utilisée comme salle de spectacles.

L'oratoire est situé à 555 m d'altitude sur le mont Saint-Joseph,. Il s'agit d'un bâtiment en pierre à un étage et demi. Le toit de l'oratoire porte une statue placée dans une croix.
En plus de servir de lieu de culte, la chapelle accueille aussi des spectacles de musique.